# Liste des techniques de calcul
Voici une liste de techniques utilisées pour effectuer des calculs :

## Calcul mental
- Techniques de calcul mental

## Opérations usuelles
- Technique de l'addition
  - Technique de l'addition en Chine ancienne
- Technique de la soustraction
  - Technique de la soustraction en Chine ancienne
- Technique de multiplication
  - Technique de la multiplication en Égypte antique
  - (variante) Technique de multiplication dite russe
  - Technique de la multiplication par jalousies
  - Technique de la multiplication en Chine ancienne
  - Technique de la multiplication par glissement
- Technique de la division
  - Technique de la division dans l'Égypte antique
- Technique des pourcentages
- Technique de l'extraction de racine
  - Technique de l'extraction de racine carrée

## Résolution de problèmes

### Chez les Babyloniens
- Technique de résolution de problèmes linéaires chez les Babyloniens
- Technique de résolution de problèmes du second degré chez les Babyloniens

### Chez les Égyptiens
- Technique de résolution de problèmes linéaires chez les Égyptiens

### Chez les Chinois
- Technique de résolution de problèmes linéaires chez les Chinois
- Technique de résolution de problèmes du second degré chez les Chinois
- Technique de résolution de problèmes de degré n chez les Chinois

### Au Moyen Âge
- Technique de fausse position